# Avro 652A Anson
L'Avro 652A Anson fu un bimotore multiruolo ad ala bassa sviluppato dall'azienda aeronautica britannica A.V. Roe and Company (Avro) nei primi anni trenta.
Venne principalmente impiegato da due forze armate britanniche, la Royal Air Force, l'aeronautica militare, e la Fleet Air Arm, componente aeronautica della Royal Navy (Marina militare), e da numerose altre forze aeree durante la seconda guerra mondiale e nell'immediato dopoguerra.
Inizialmente progettato per la ricognizione marittima, fu intitolato all'ammiraglio della Royal Navy, George Anson, tuttavia è maggiormente ricordato con il soprannome con cui venne battezzato amichevolmente dai suoi equipaggi, the faithful Annie (la fedele Annie), in riferimento alla fama di macchina docile ed affidabile.
L'impiego maggiore dell'Anson 652A fu quello di multimotore da addestramento. Al termine della sua produzione, nel 1952, ne erano stati costruiti, nelle varie versioni, ben 8138 esemplari dalla Avro, in Inghilterra, e 2882 dalla Federal Aircraft Ldt. in Canada, a partire dal 1941.
L'Anson venne utilizzato dalle aviazioni di moltissimi stati, sia del Commonwealth che no, come Arabia Saudita, Australia, Afghanistan, Belgio, Canada, Egitto, Etiopia, Finlandia, Francia, Grecia, Irlanda, Iran, Iraq, Israele, Norvegia, Paesi Bassi, Nuova Zelanda, Portogallo, Rhodesia, Sudafrica, Turchia e USA

## Storia del progetto
L'Anson fu derivato dal velivolo commerciale a 6 posti Avro 652 e la versione militare, che fece il suo primo volo il 24 marzo 1935, fu costruita secondo la specifica 18/35 dell'Air Ministry, il Ministero dell'Aria britannico.

Fu il primo monoplano della RAF dotato di carrello retraibile. La prima commessa risultò essere di 174 velivoli Anson Mk.I adibiti alla ricognizione costiera.

La particolarità del velivolo era l'azionamento manuale del meccanismo di rientro del carrello; il pilota doveva ruotare almeno 140 volte una manovella per far rientrare del tutto il carrello. La scarsa praticità del sistema determinò l'uso del velivolo anche con il carrello non retratto nei voli brevi, condizione che generava un gap di circa 50 km/h nella velocità di crociera.

Il primo squadrone della ricognizione costiera a essere equipaggiato con l'Anson fu il 48º, che ricevette i nuovi velivoli nella primavera del 1936. All'inizio della seconda guerra mondiale erano 26 gli squadroni della RAF dotati di questo velivolo: 10 della ricognizione costiera e 16 da bombardamento.

Soprattutto nel ruolo di bombardiere, l'Anson venne rimpiazzato, poco dopo l'inizio della Seconda guerra mondiale, da velivoli come l'Armstrong Whitworth Whitley e il Lockheed Hudson, e solo un limitato numero di esemplari rimase in servizio con compiti di pattugliamento costiero e soccorso.
Ben presto l'aereo venne usato non solo come velivolo-scuola per i piloti dei bombardieri Avro Lancaster, ma anche per l'addestramento degli altri membri dell'equipaggio come navigatori, operatori radio, puntatori e mitraglieri.

## Impiego operativo
- L'aeronautica australiana RAAF utilizzò, fino al 1955, 1028 esemplari, principalmente Mk. I
- L'aeronautica canadese RCAF utilizzò l'Anson fino al 1952
- L'aeronautica statunitense USAF impiegò 50 esemplari di fabbricazione canadese indicati come AT-20
- L'aeronautica neozelandese impiegò 23 velivoli per addestramento durante la seconda guerra mondiale. Al termine della guerra molti esemplari, più altri appositamente acquistati, vennero impiegati come vettori per collegamenti.
- L'aeronautica egiziana utilizzò alcuni Anson per comunicazioni e servizio VIP. Un esemplare fu donato dalla RAF al re d'Egitto.
- L'aeronautica afgana ottenne 13 Anson 18 per varie funzioni nel 1948. Questi velivoli rimasero in servizio fino al 1972
- L'ultimo Anson della RAF fu ritirato dal servizio il 28 giugno 1968

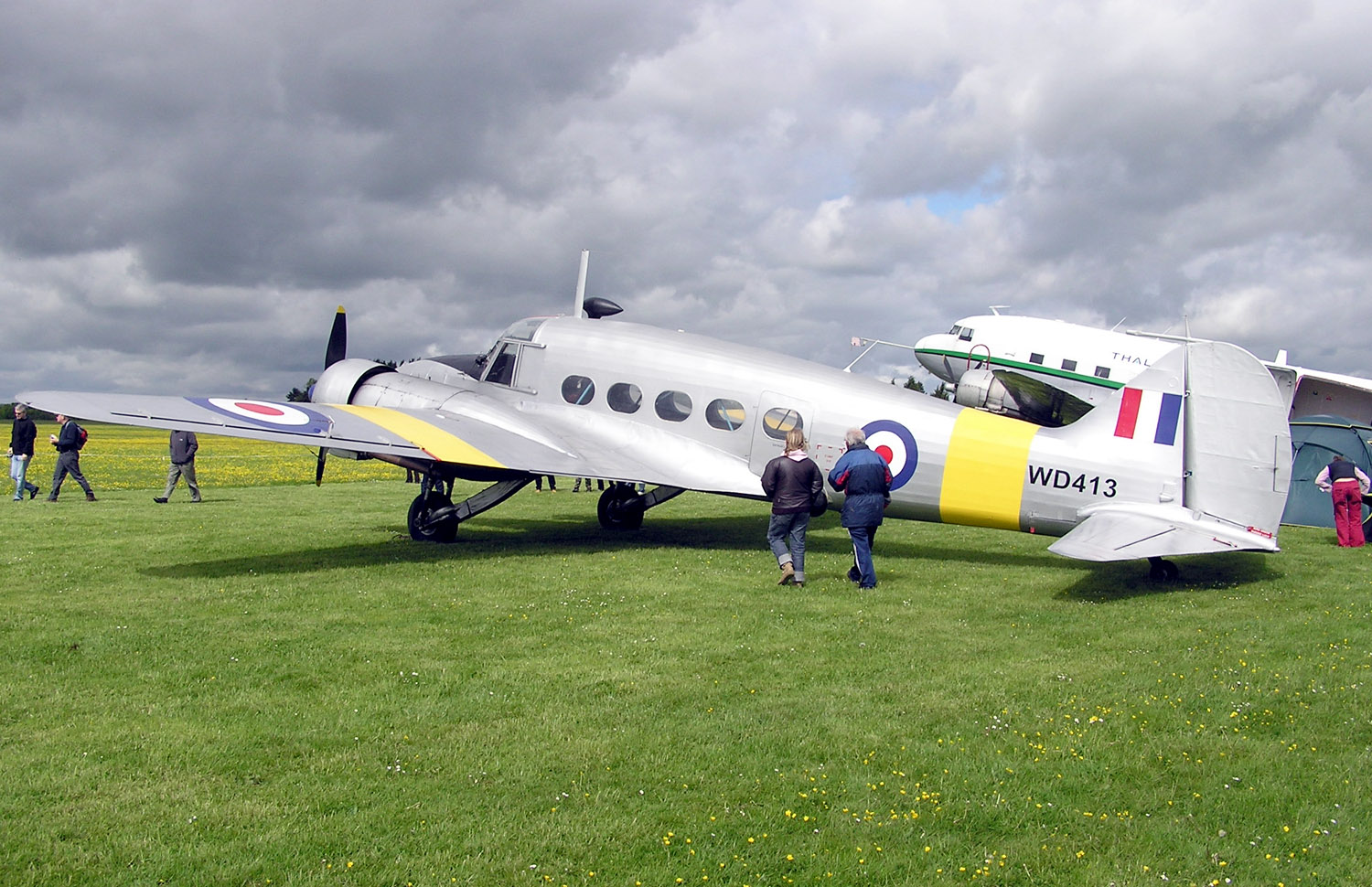
Avro Anson WD413 durante una rievocazione storica.

## Versioni

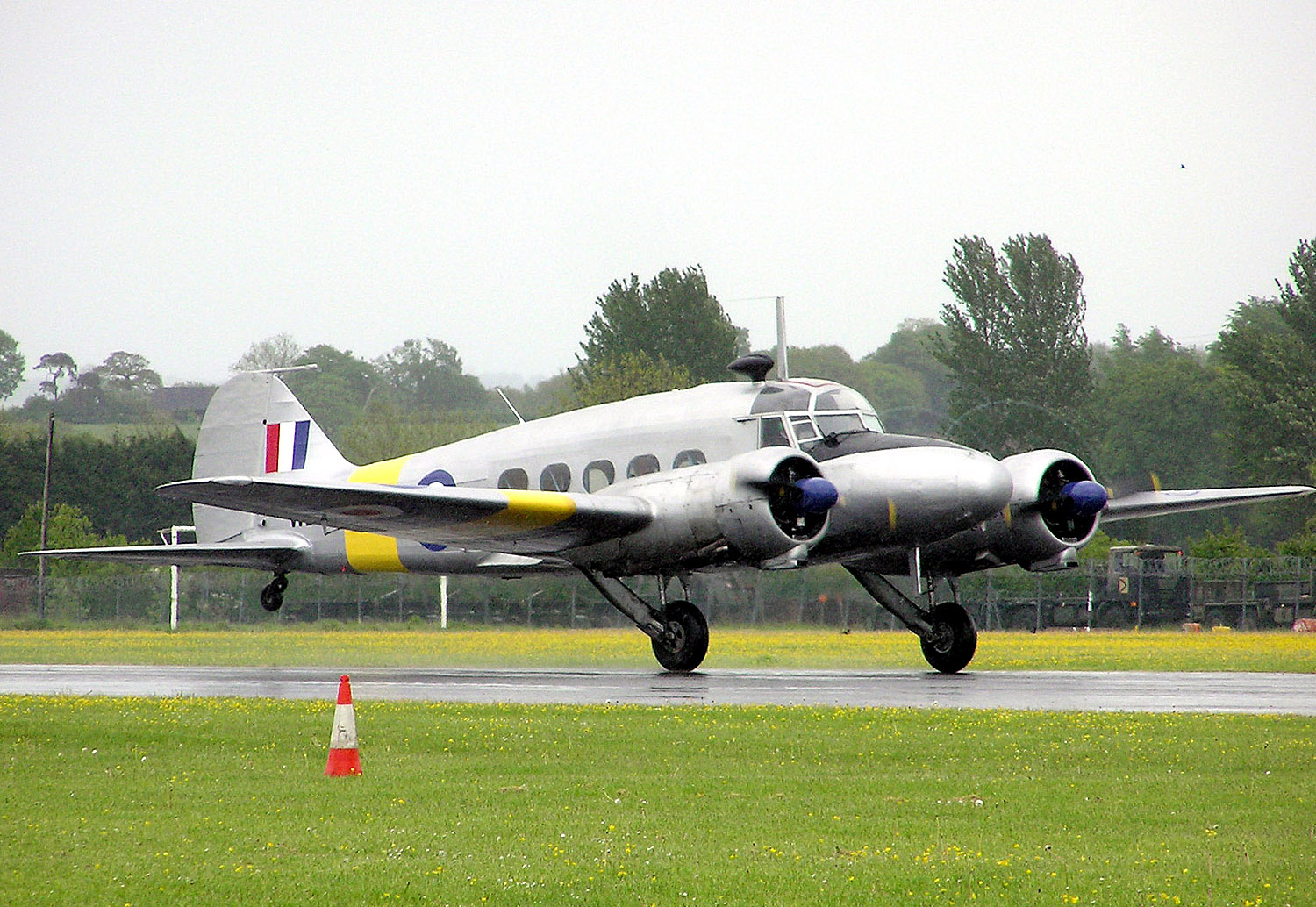
Avro Anson T.21 matricola WD413 durante una rievocazione storica.

La versione principale dell'Anson fu la Mk.I della quale furono costruiti, in Inghilterra, 6704 esemplari. Le altre varianti si distinguono principalmente per i propulsori, che nella produzione canadese furono sostituiti con motori prodotti in loco. Per sopperire alla penuria di metallo, 1051 velivoli prodotti in Canada ebbero la fusoliera con struttura in legno.
- Mk.I: prodotto in 6688 esemplari, Regno Unito; motori Armstrong Whitworth Cheetah IX (350 hp) o XIX (395 hp);
- Mk.II: prodotto in 1822 esemplari, Canada; motori Jacobs L-6BM (330 hp);
- Mk.III: Regno Unito; motori Jacobs L-6BM, (330 hp);
- Mk.IV: Regno Unito; motori Wright Whirlwind;
- Mk.V: prodotti in 1069 esemplari (Canada); motori Pratt & Whitney R-985 Wasp Junior (450 hp);
- Mk.VI: prodotto in 1 esemplare (Canada); motori P&W Wasp Junior (450 hp);
- Mk.X: 104 convertiti da Mk.I;
- Mk.XI: 90 convertiti da Mk.I;
- Mk.XII: 20 convertiti da Mk.I, 221 esemplari di nuova costruzione;
- Mk.XIII: variante per addestramento mitraglieri, rimasta allo stadio di progetto; motori Cheetah XI o XIX;
- Mk.XIV: variante per addestramento mitraglieri, rimasta allo stadio di progetto; motori Cheetah XV;
- Mk.XV: variante per addestramento equipaggio bombardieri, rimasta allo stadio di progetto;
- Mk.XVI: variante per addestramento navigatori, rimasta allo stadio di progetto;
- C.19: variante da collegamento per la RAF prodotta in 264 esemplari;
- T.20: prodotto 60 esemplari per la Rhodesia Meridionale - per addestramento alla navigazione ed al bombardamento;
- T.21: prodotto in 252 esemplari per la RAF - per addestramento alla navigazione aerea;
- T.22: prodotto in 54 esemplari per la RAF - per addestramento operatori radio;
- Anson 18: prodotto in 12 esemplari per l'aviazione afgana - per collegamento, pattugliamento e sorveglianza aerea;
- Anson 18C: prodotto in 13 esemplari per il governo indiano - per l'addestramento di piloti civili;
- Avro 19: prodotto in 56 esemplari in due serie - versione civile da trasporto. noto anche come Anson XIX;